# Queen Elizabeth’s Men
Die Queen Elizabeth’s Men waren eine Schauspieltruppe des Elisabethanischen Theaters. Sie wurde 1583 auf eine Anordnung von Elisabeth I. gegründet und war die dominierende Theaterkompanie der 1580er Jahre, bis sie im darauffolgenden Jahrzehnt von den Admiral’s Men and the Lord Chamberlain’s Men  abgelöst wurde.

## Gründung

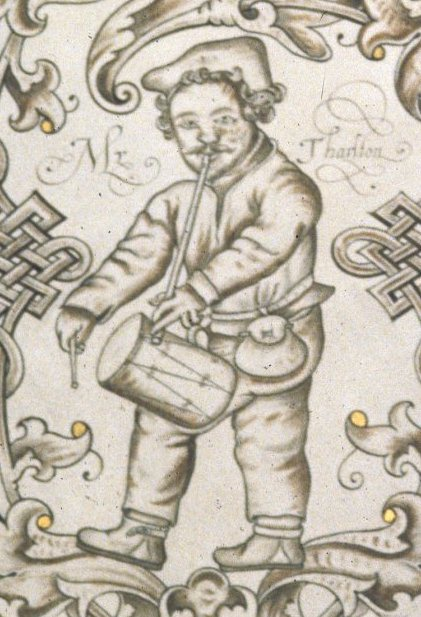
Richard Tarleton, einer der Hauptdarsteller, zumeist in komischen Rollen

Da die Queen die Truppe selbst formte, sind die Umstände für elisabethanische Verhältnisse gut dokumentiert. Die Anordnung zur Gründung wurde am 10. März 1583 an Edmund Tilney, zu jener Zeit der Master of the Revels, erteilt; die Aufgabe das Personal zusammenzustellen wurde jedoch von Francis Walsingham, dem Leiter der Nachrichtendienste am Hofe Elisabeths, übernommen. Zu dieser Zeit lag der Earl of Sussex im Sterben. Er war derjenige Beamte am Hof, der die frühen Lord Chamberlain’s Men in seiner patronalen Obhut hatte. Ein Schutzherr war für Schauspieler in dieser Zeit sehr wichtig. Als die elisabethanischen Armengesetze mit einem Gesetz von 1572 geändert wurden, veränderte sich die Situation von reisenden Schauspielern: Wer keine Patronage durch einen Adligen besaß, konnte als Vagabund eingestuft und mit einer Reihe von Strafen belegt werden. Hingegen waren jedoch diejenigen, die sich eines solchen Schutzes erfreuten, rechtlich sicherer als zuvor.
Die Queen Elizabeth’s Men füllten also für die Zeit die Lücke, die die ersten und die späteren (und dann auch sehr bedeutenden) Lord Chamberlain’s Men offen ließen. Obwohl auch andere Schauspielerensembles vor der Königin spielten, waren die Queen’s Men hauptverantwortlich für die Unterhaltung am Hofe.
Eine solche neue Truppe zusammenzustellen, erforderte anscheinend Walsinghams starken Arm, da er sich als hoher Beamter der Königin die besten Akteure der damals erfolgreichsten Truppen frei auswählen konnte und sie den Queen’s Men einverleibte.
Im Namen der Königin und des Privy Councils wurde hier die Möglichkeit geschaffen, Theater- und Spionageaktivitäten zu kombinieren, da die Schauspieler sowohl national als auch international häufig reisten und so der Krone auf vielfältige Weise dienen konnten, somit auch zur Sammlung von Informationen für Walsinghams Spionagenetzwerk.
Die Leicester’s Men, bis dahin die führende Schauspieltruppe jener Tage, verloren an die Queen’s Men drei Mitglieder: Robert Wilson, John Laneham und William Johnson, während die Truppe der Oxford’s Men zwei ihrer führenden Männer, die Brüder John und Laurence Dutton, einbüßten; und die Sussex’s Men wurden ihres Leiters John Adams und des berühmten Clowns Richard Tarlton beraubt. Andere prominente Mitglieder der neuen Schauspieltruppe waren John Singer, William Knell und der „unnachahmliche“ John Bentley. Tarlton wurde recht bald der Star der Queen Elizabeth’s Men – „für einen wunderbar reichlichen, angenehmen, spontanen [improvisierten] Witz war er das Wunder seiner Zeit.“
Es wurde angenommen, dass Elisabeth hinter der Formation der Schauspieltruppe auch noch ein bestimmtes hofpolitisches Motiv verfolgte. Robert Dudley, 1. Earl of Leicester und Edward de Vere, 17. Earl of Oxford nutzen nämlich ihre Ensembles, um anlässlich der jährlichen Weihnachtsfeierlichkeiten am Hofe um die Gunst des Königshauses zu wetteifern; Elisabeth und ihr Rat verurteilten gelegentlich diesen Wettstreit sowie die Egos der Edelleute, es gelang ihnen aber nicht dieses Gebaren einzudämmen. Durch das Herauspflücken der besten Schauspieler ihrer Ensembles drängte sie die ehrgeizigen Aristokraten zurück und machte so ihre Priorität geltend.

## Status
Ihre Entstehung machten die Queen Elizabeth’s Men einzigartig unter den Schauspielensembles der damaligen Zeit: „Die Queen’s Men waren von Anfang an eine bewusst politische Truppe, und ihr Repertoire scheint dem Weg gefolgt zu sein, den Sir Francis Walsingham zweifellos für sie vorbestimmt hat.“  In den Stücken, die sie aufführten „fand niemand einen Konflikt oder Irritation, welche sich nicht innerhalb der Interessen des tudorschen Konservatismus bewegte“. Die politischen Kontroversen, die später anderen Schauspieltruppen und Stücken entgegenschlugen, wie z. B. The Isle of Dogs, The Isle of Gulls und andere – konnten mit den Queen’s Men erst gar nicht entstehen. Jedoch könnten sie 1589, kurz vor ihrer Auflösung, doch noch in Konflikt mit den Autoritäten geraten sein. Möglicherweise deshalb, weil sie sich zu heftig in die Martin-Marprelate-Kontroverse eingebracht hatten, indem sie Martin auf der öffentlichen Bühne parodierten.
Trotz der restriktiven Theatergesetze innerhalb der City of London war es der Queen’s Company offiziell gestattet an zwei Orten in London zu spielen: den zu Theaterspielorten umgebauten Innenhöfen (siehe Inn-Yard Theatre) der Gaststätten (Pubs) Bell Savage Inn auf dem Ludgate Hill und dem Bell Inn in der Gracechurch Street. Beide Gasthöfe befanden sich innerhalb der Stadt, nahe Bishopsgate in der westlichen Stadtmauer. Das Erstere hatte einen nicht überdachten Innenhof, während das andere möglicherweise über ein Dach verfügte. Mit diesem Arrangement könnten die Queen Elizabeth’s Men die Idee ganzjähriger Theateraufführungen vorweggenommen haben, wie sie die King’s Men ein Vierteljahrhundert später mit dem alternierenden Bespielen des Globe Theatre und des Blackfriars Theatre praktizierten.

## Wirkmächtigkeit

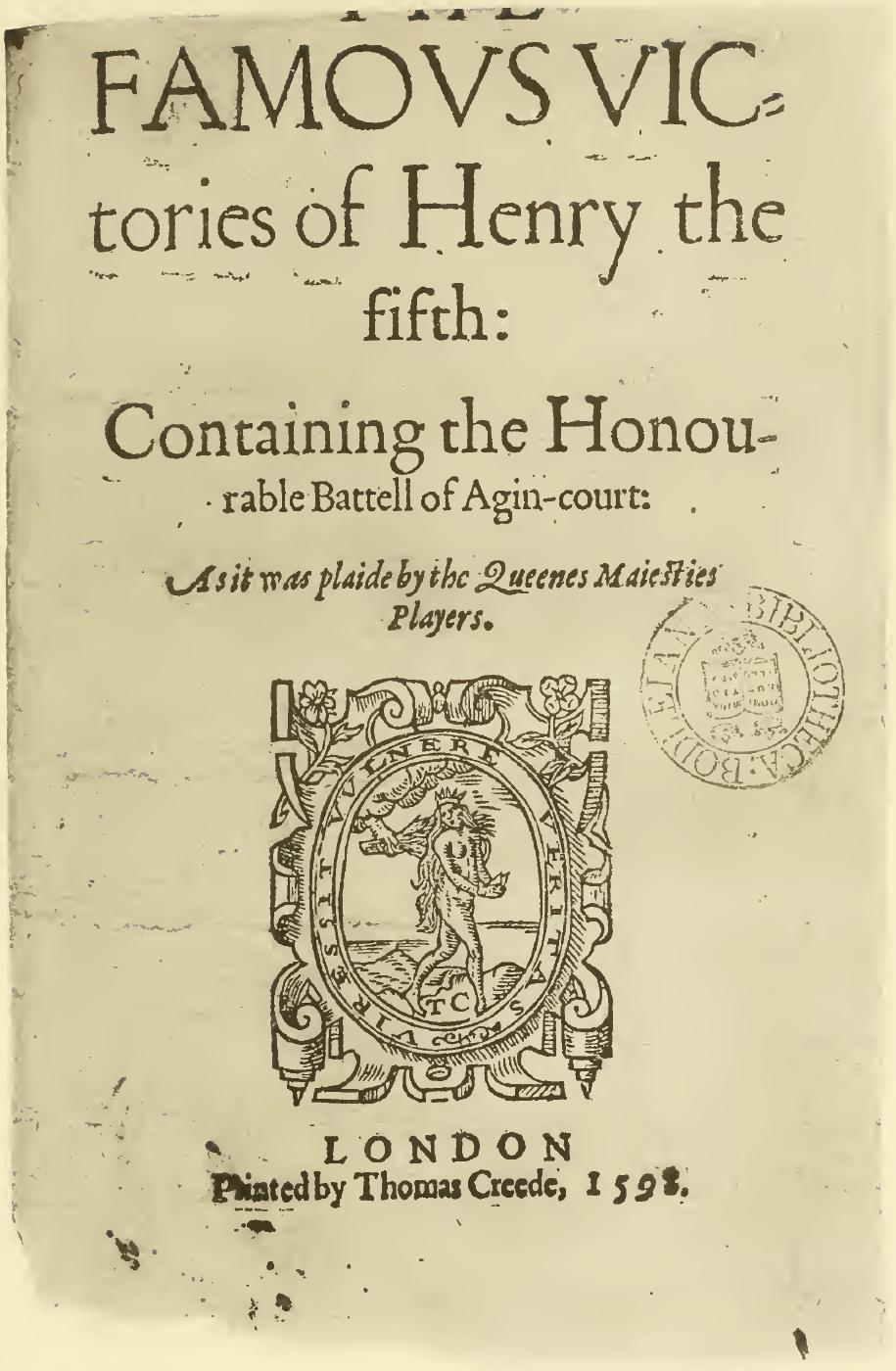
The Famous Victories of Henry V (c. 1583, Verfasser anonym), eines der erfolgreichsten Stücke der Queen’s Men

Die Gründung der Truppe machte sich die wachsende Vielseitigkeit und Professionalität der Schauspieler jener Zeit zunutze.
Am Hof Elisabeths spielte in den Jahren und Jahrzehnten zuvor bereits ein eigenes Ensemble wechselnder Schauspieler; jedoch herrschte die Auffassung allgemeiner Unzufriedenheit und der Hof stützte sich zur höherwertigen Unterhaltung zusätzlich auf Ensembles von Kindschauspielern. John Stow schreibt 1615 in seinen Annalen:

„Comedians and stage-players of former times were very poor and ignorant...but being now grown very skillful and exquisite actors for all matters, they were entertained into the service of diverse great lords: out of which there were twelve of the best chosen, and...were sworn the Queen's servants and were allowed wages and liveries as Grooms of the Chamber.“

„Komödianten und Bühnenschauspieler früherer Zeiten waren arm und ungebildet ... aber erwuchsen nun zu fachkundigen und exquisiten Schauspielern für alle Bereiche, sie wurden in die Dienste verschiedener großer Herren gestellt: hieraus wurden die zwölf Besten erwählt und ... als Diener der Queen eingeschworen und es wurden ihnen als Angestellte der Kammer Gehälter und Livreen zugestanden.“

Die Truppe unterhielt den Hof hauptsächlich im Winter; und im Sommer tourten sie durch die Städte der englischen Shires, wobei sie 1589 aber auch Schottland erreicht haben könnten. In London durften sie anfangs nur in den erwähnten zwei großen Gasthöfen („Inns“) spielen; doch in späteren Jahren könnten sie auch in James Burbages Theatre aufgetreten sein.
Die große Zahl von 12 Gründungsmitgliedern zeigt auch einen neu eingeschlagenen Weg des Theaters auf: Die Queen Elizabeth’s Men war die erste große Schauspielkompanie im elisabethanischen Theater, doppelt so groß wie ihre Vorgänger. So hatten in den 1570er Jahren die Sussex’s Men sechs Mitglieder. Als Elsinore Castle eine Truppe reisender Schauspieler empfing, um die zweite Szene des 2. Akts von Hamlet aufzuführen, bestanden sie nur aus „vier oder fünf“ Spielern. Die Aufführenden in Sir Thomas More bestanden aus „vier Männern und einem Jungen ...“. Die Größe der neuen Truppe ermöglichte es nun eine neue Art von Schauspiel auf die Bühne zu bringen und in einem weit größeren Umfang als je zuvor. Insbesondere war die Entwicklung der Historienaufführungen, ein charakteristisches Merkmal der späteren 1580er und 1590er Jahre, nicht möglich ohne ein großes Ensemble. The Famous Victories of Henry V (ca. 1583, Autor unbek.), eines der frühesten Werke dieser Art, besitzt in den ersten 500 Zeilen 20 verschiedene Sprechrollen und die Stücke, welche folgten, darunter auch Shakespeares Historiendramen, wurden im gleichen Muster aufgebaut. So wie 450 Jahre später die großen Ausstattungsfilme Hollywoods angelegt waren, so repräsentierten die neuen, umfangreich besetzten Werke einen Sprung auf ein neues Niveau von Komplexität und Professionalität, welches vor der Gründung der Queen’s Men unspielbar gewesen wäre.
Als im Winter 1591/92 die Queen’s Men endgültig am Hof abgelöst wurden, bedurfte es eines großen personalstarken Zusammenwirkens von Mitgliedern der Admiral’s Men und Lord Strange’s Men, um die Lücke zu füllen.
Dieses Phänomen findet man bei einer Rekonstruktion einer Aufführung von The True Tragedy of Richard III (vermutlich zweite Hälfte der 1580er Jahre; Autor unbekannt). Hier spielten alleine vier Schauspieler sieben verschiedene Rollen und selbst die Boy Actors hatten, was für sie eher unüblich war, ebenfalls zwei Rollen darzubieten. So bediente das grobe Dutzend Darsteller der Queen’s Men alleine die 68 verschiedenen Rollen in den Stück.

## Niedergang
1587 geriet der Schauspieler William Knell in einen Streit mit einem Kompaniekollegen namens John Towne und wurde in dem nachfolgenden Schwertkampf tödlich verletzt. Richard Tarlton starb im Jahr darauf, und das alles zu einer Zeit, als sich die Queen Elizabeth’s Men zusätzlicher Konkurrenz durch die Admiral’s Men und ihrem Star Edward Alleyn ausgesetzt sahen, welche bevorzugt Stücke des populären Christopher Marlowe zur Aufführung brachten. Der Charakter der Truppe veränderte sich zunehmend, als die Lücken durch Leute der Lord Strange’s Men aufgefüllt wurden, darunter John Symons. Und mit dieser unterschiedlichen Betonung und Ausrichtung schienen sie auch das hohe Ansehen verloren zu haben, das sie zuvor genossen haben. Sie spielten noch einmal in der Weihnachtssaison 1591 am Hofe. Die zwischen 1592 und 1593 erfolgte Unterbrechung des gesamten Theaterbetriebs Londons durch einen Pestausbruch brachte viele Schauspieltruppen an den Rand ihrer Existenz. Die Queen’s Men traf es besonders hart. Als sich die Kompanien 1594 neu organisierten, vor allem in den wieder neu aufgestellten Kompanien der Lord Chamberlain’s und Admiral’s, waren die Queen Elizabeth’s Men bereits Geschichte. John Singer führte seine Bühnenkarriere bei den Admiral’s Men noch für ein Jahrzehnt weiter; die anderen Schauspieler tourten durch die Provinzen und verkauften letztlich ihre Textbücher an Londoner Schreibwarenhändler, was das Ende ihrer Schauspieltätigkeit markierte.
Ein Kern der Truppe mag noch für einige Jahre bestanden haben. Unter anderem Namen und mit anderen Patronaten. Zwei der ehemaligen Mitglieder der Queen’s Men, John Garland und Francis Henslowe, spielten z. B. später bei den Lennox’s Men (Patron: Ludovic Stewart, 2. Duke of Lennox) und tourten von 1604 bis 1608 über Land.

## Aufgeführte Stücke
Da einige ihrer Stücke in den frühen 1590er Jahren auch gedruckt wurden, ist das Repertoire der Queen Elizabeth’s Men in begrenzten Teilen heute bekannt. Die folgenden Schauspiele wurden von der Truppe aufgeführt (sofern nichts angegeben: Verfasser unbekannt):
- The Famous Victories of Henry V
- Friar Bacon and Friar Bungay (Robert Greene)
- James IV (Robert Greene)
- King Leir
- A Looking Glass for London and England (Robert Greene and Thomas Lodge)
- The Old Wives' Tale (George Peele)
- Sir Clyomon and Sir Clamydes
- The Troublesome Reign of King John
- The True Tragedy of Richard III